# Love, It's the Pits
Love, It's the Pits è il primo singolo della cantante country statunitense Lisa Angelle, pubblicato solo come CD singolo.